# Pontonema muelleri
Pontonema muelleri is een rondwormensoort uit de familie van de Oncholaimidae. De wetenschappelijke naam van de soort is voor het eerst geldig gepubliceerd in 1861 door Diesing.